# Makkum (dorp)
Makkum is een dorp in de gemeente Súdwest-Fryslân, in de Nederlandse provincie Friesland. Makkum ligt tussen de Afsluitdijk en Workum aan de kust van het IJsselmeer. Het dorp is bekend vanwege het Makkumer Aardewerk. Makkum staat daarnaast bekend als watersportplaats en om het historische centrum. In 2023 telde het dorp 3.560 inwoners. In het postcodegebied van Makkum ligt tevens de buurtschappen Engwier.

## Geschiedenis
Het dorp Makkum was ontstaan op een terp en was een boerendorp. Iets zuidelijk was een andere nederzetting ontstaan, Statum geheten. Statum groeide als handelsplaats langs de plek waar de Groote Zijlroede uitmondde in de Zuiderzee. Toch groeide ook Makkum mee. De twee zijn uiteindelijk samengegroeid, waarbij Makkum de naamgever werd van de plaats.
De oudste vermelding van Makkum dateert uit de 10e eeuw. Een monnik van het Duitse klooster Fulda benoemde de plaats als Maggenheim. In de 13e eeuw werd de plaats vermeld als Mackengum, in 1379 als Mackinghe en in 1482 als Mackum. 
De plaatsnaam zou verwijzen naar het feit dat Makkum een woonplaats (heem/um) van de persoon Maggo of Makko was. De plaats werd later Makkum op it strân (Makkum op het strand) en Makkum oan see (Makkum aan Zee) genoemd. Dit was ter onderscheiding van de buurtschap Makkum boven Sneek, die ook wel Makkum op it lân wordt genoemd, dat Makkum op het land betekent.
In de middeleeuwen had Makkum de bijnaam "Poort naar de Zuiderzee". Dit was te danken aan de door een kloosterorde aangelegde sluizen waaraan de plaats zich ontwikkelde.
De Gouden Eeuw van Makkum startte in de 17e eeuw en duurde tot de 18e eeuw. Makkum was een belangrijk bedrijvigheids- en handelscentrum, inclusief steenbakkerijen, tegelbakkerijen, hout, olie, papier en pelmolens, scheepswerven en schelpkalkovens. De schelpkalkbranderijen waren de belangrijkste pijlers voor de welvaart van Makkum. Veel mensen waren hier werkzaam.
Deze metselkalk van hoge kwaliteit werd onder andere gebruikt bij de bouw van huizen in Amsterdam. Het transport van het basismateriaal en de eindproducten gebeurde per schip en als gevolg daarvan floreerde de scheepvaart en de scheepsbouw. De schelpenvisserij was van belang naast de gewone visserij. De 19e eeuw bracht een terugval als gevolg van het verzanden van de Zuiderzee waardoor de haven van Makkum niet meer bereikt kon worden. De bedrijvigheid liep terug en alleen de scheepsbouw en wat aardewerkfabrieken bleven over.

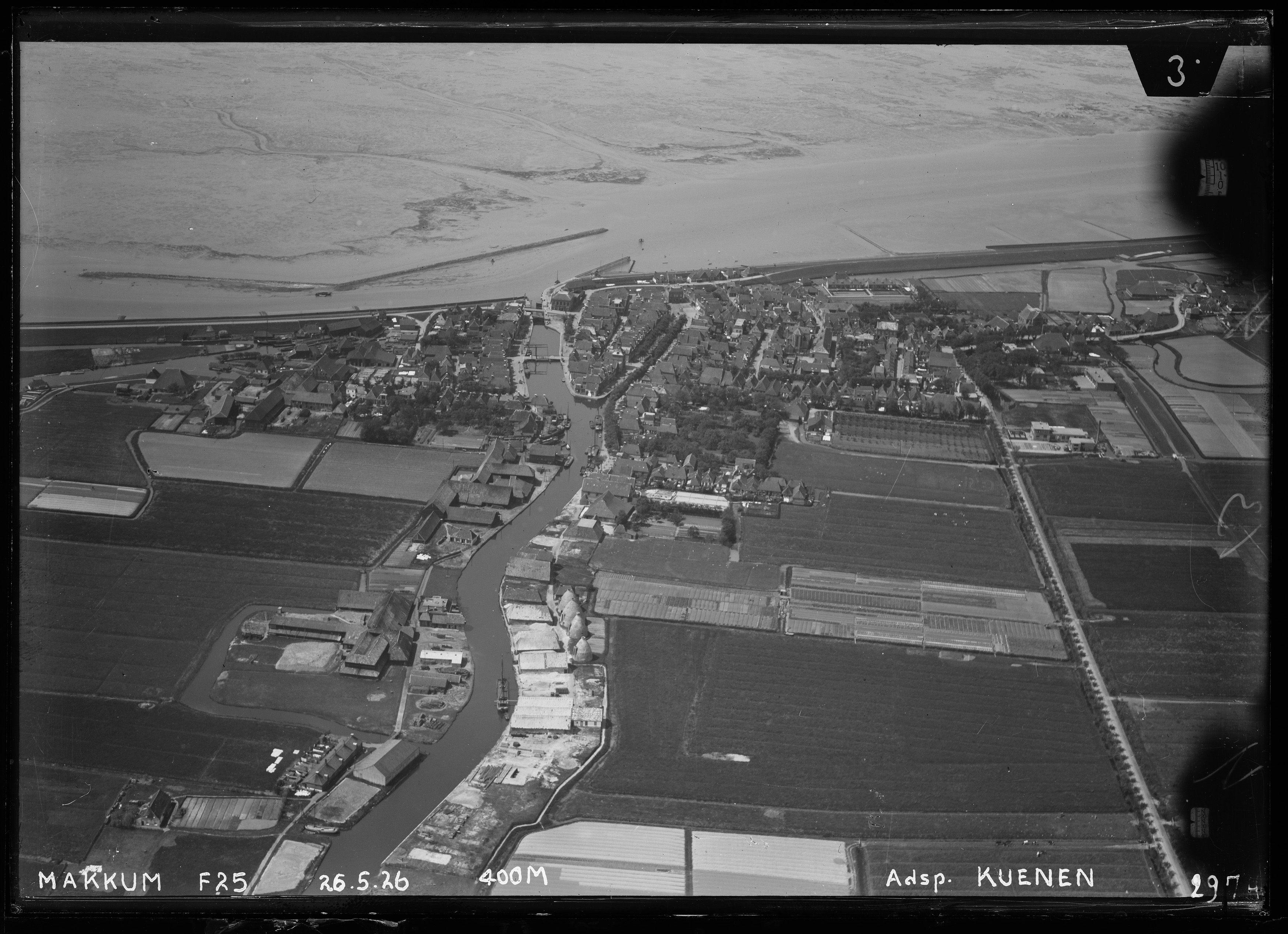
Makkum in de periode 1920-1940.

Sinds tweede helft van de 20e eeuw is de grote hal van scheepswerf Amels gezichtsbepalend voor Makkum. In 2005 is dit een vestiging geworden van Koninklijke De Vries Scheepsbouw. Tot 2011 viel het dorp onder de toenmalige gemeente Wonseradeel.

## Wapen van Makkum
Het wapen van Makkum toont een zeemeermin van goud, met in de rechterhand een naar rechts zeilend schip en in de linkerhand een kalkoven.

## Beschermd dorpsgezicht
Een deel van Makkum is een beschermd dorpsgezicht, een van de beschermde stads- en dorpsgezichten in Friesland. Makkum telt ruim 50 rijksmonumenten.
Makkum heeft een stedelijke structuur die dateert uit de 17e eeuw. Vooral bij de sluis bevinden zich monumentale koopmanshuizen. Noemenswaardig zijn verder het voormalig waaggebouw en de aardewerkfabriek Koninklijke Tichelaar Makkum.

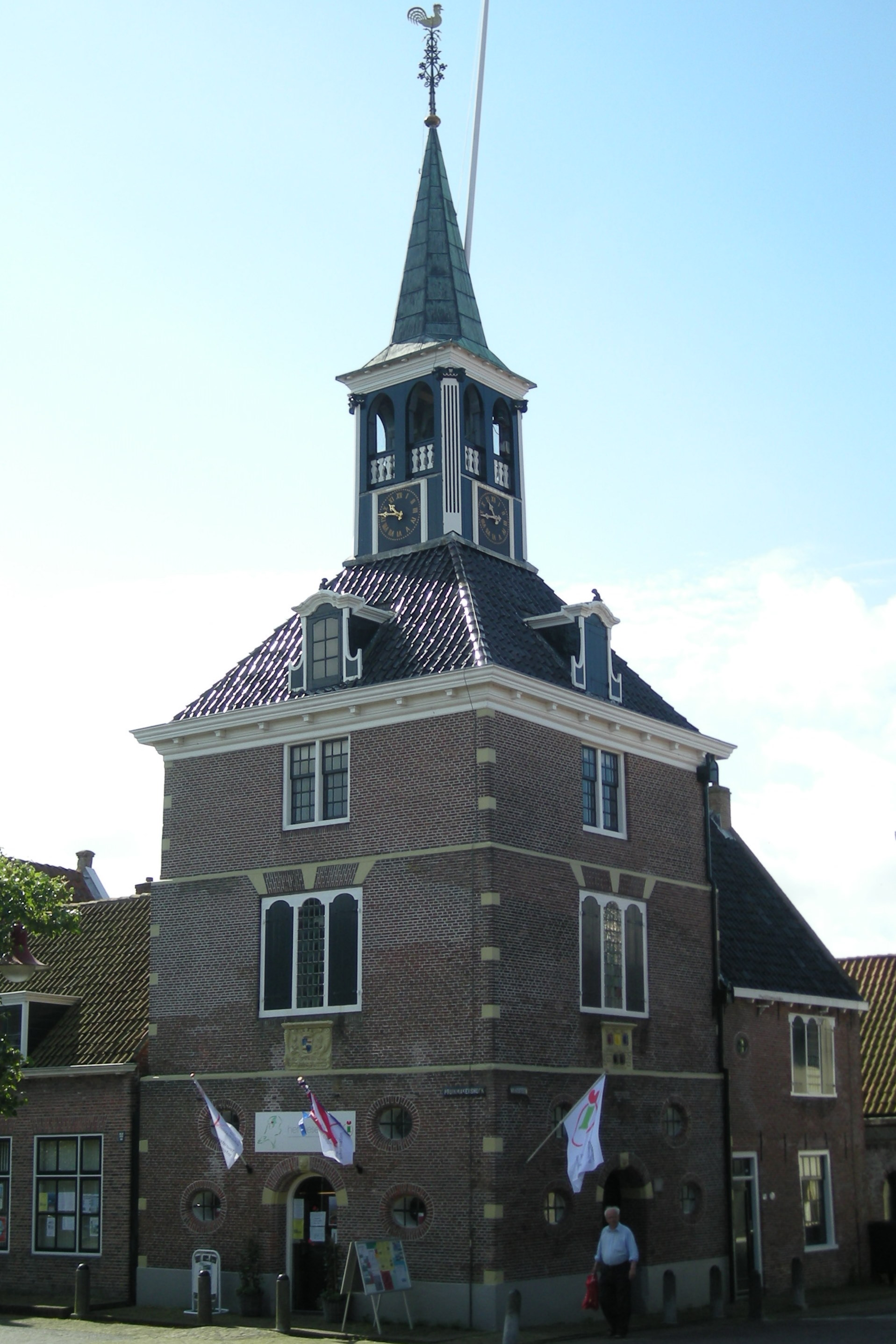
Waag
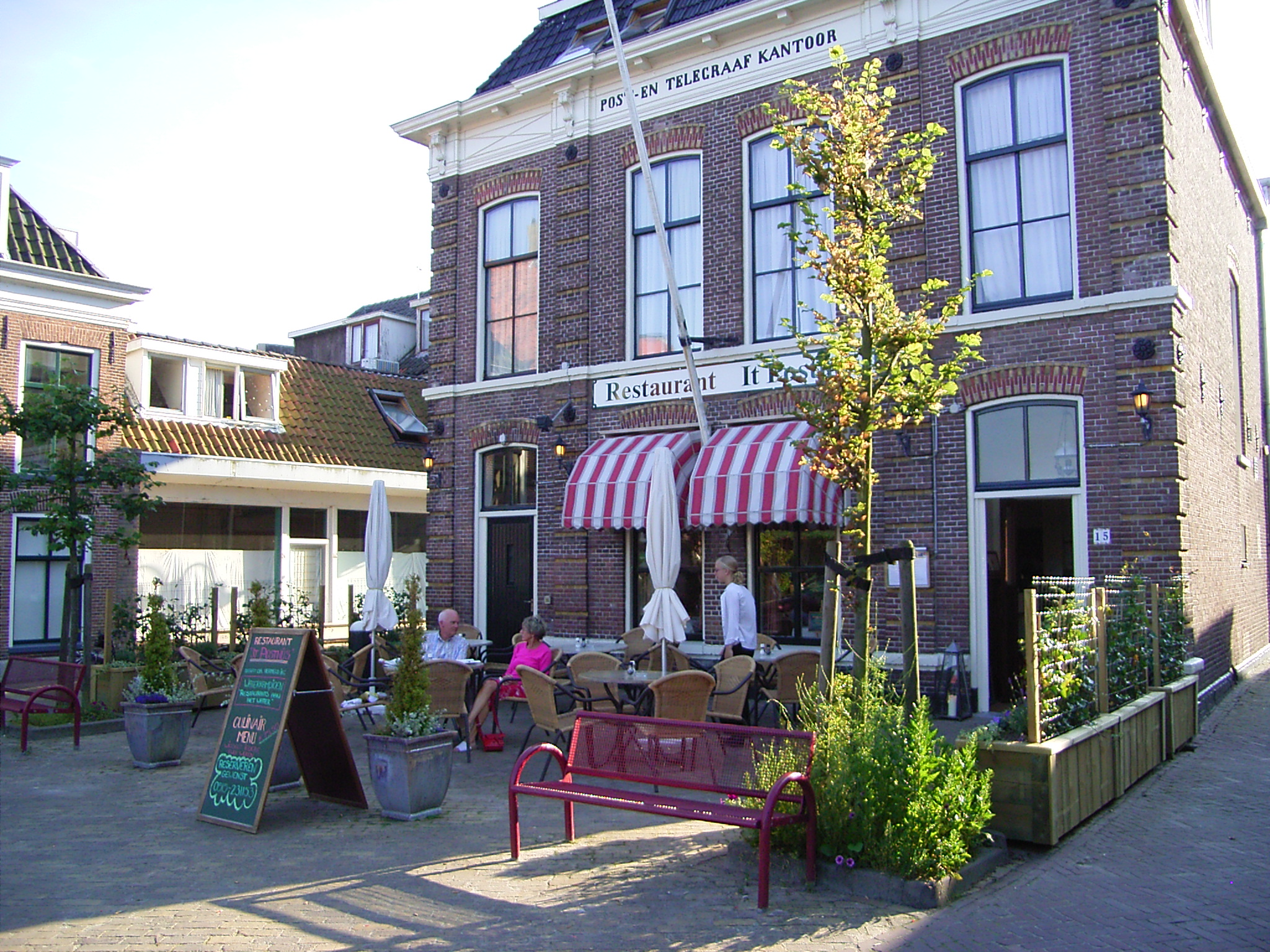
Oude Postkantoor
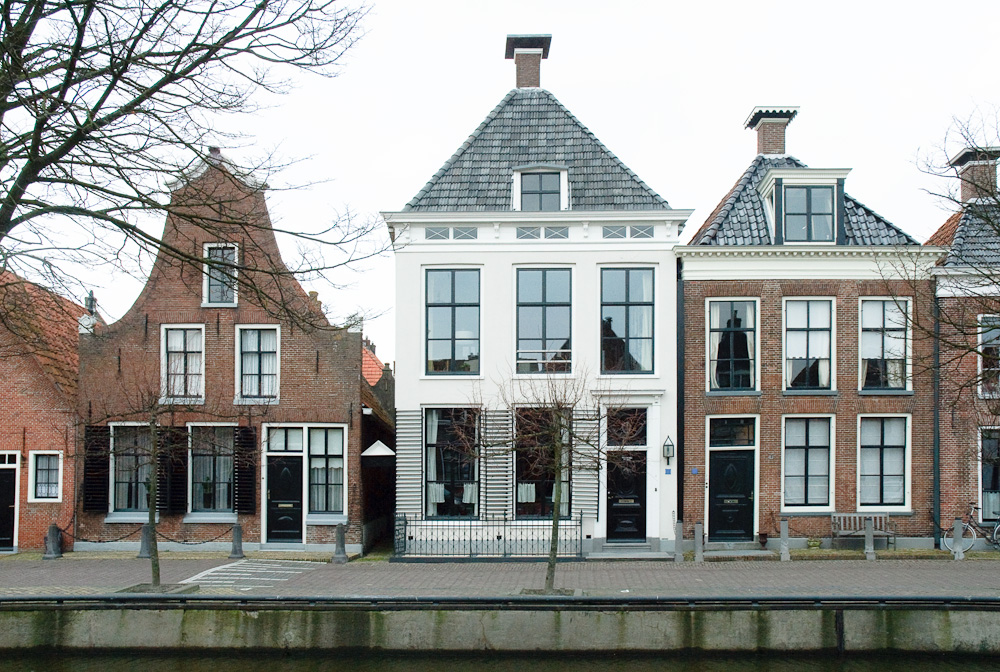
Gleiershuizen
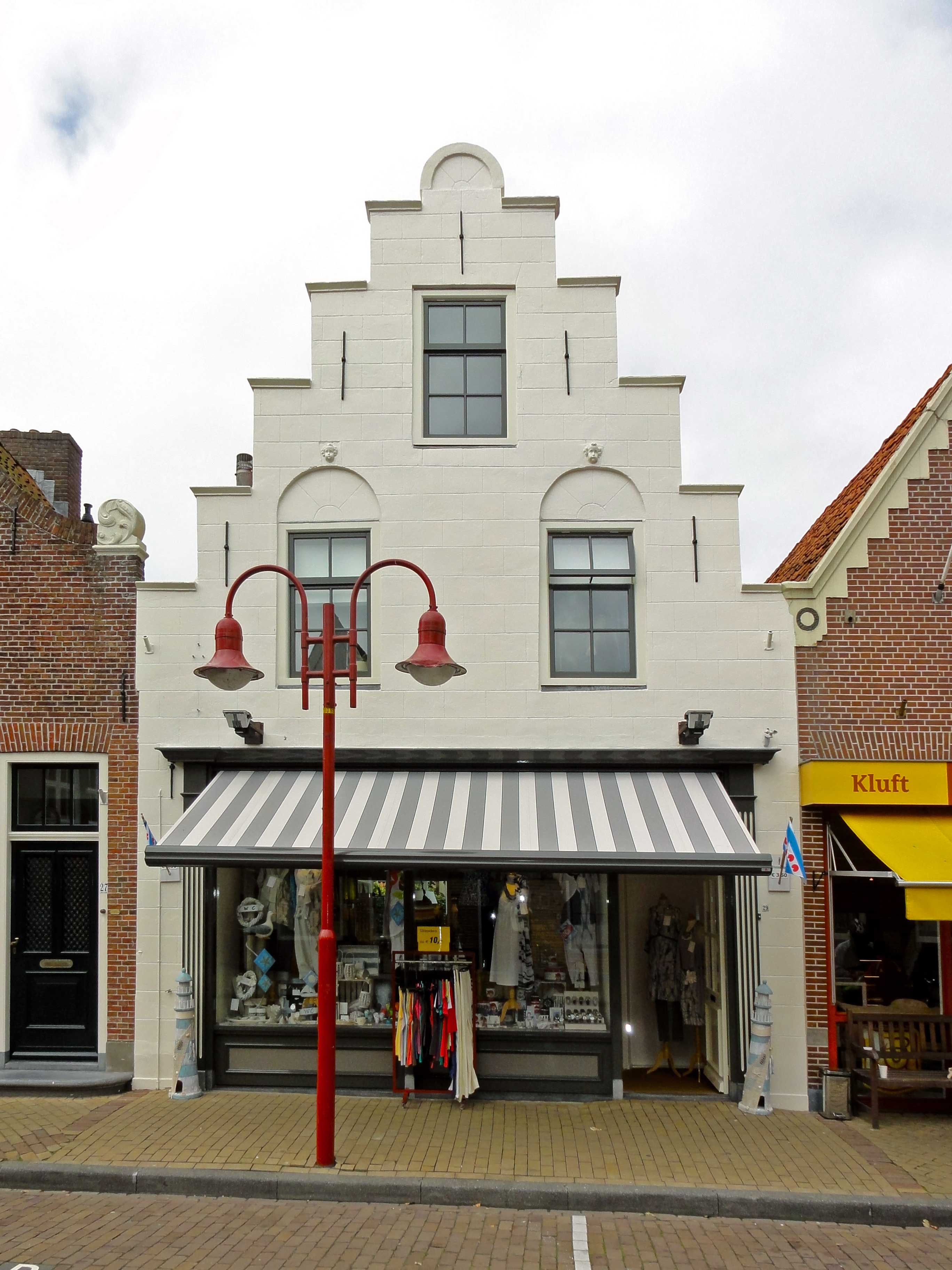
Woonhuis

## Kerkgebouwen
In het dorp staan een vijftal kerken. De Van Doniakerk dateert uit 1600 en verving de oudere Sint-Maartenskerk. De toren van de kerk was acht jaar eerder al gebouwd, toen nog aan de oude kerk.
De Doopsgezinde kerk dateert uit 1909. Oderdeel van de kerk is een kosterswoning. Beide zijn in een eenvoudige Um 1800-stijl gebouwd. Kenmerkend zijn de verschillende klokgevels die zijn aangebracht, zowel in de kerk als in de kosterswoning.
De Sint-Martinuskerk dateert van 1938. De driebeukige kerk weer als vervanger van een kerk uit 1860 gebouwd en heeft een recht gesloten koor en een terzijde geplaatste ongelede zadeldaktoren.
De andere kerken zijn de KC Het Anker en de Bethelkerk.

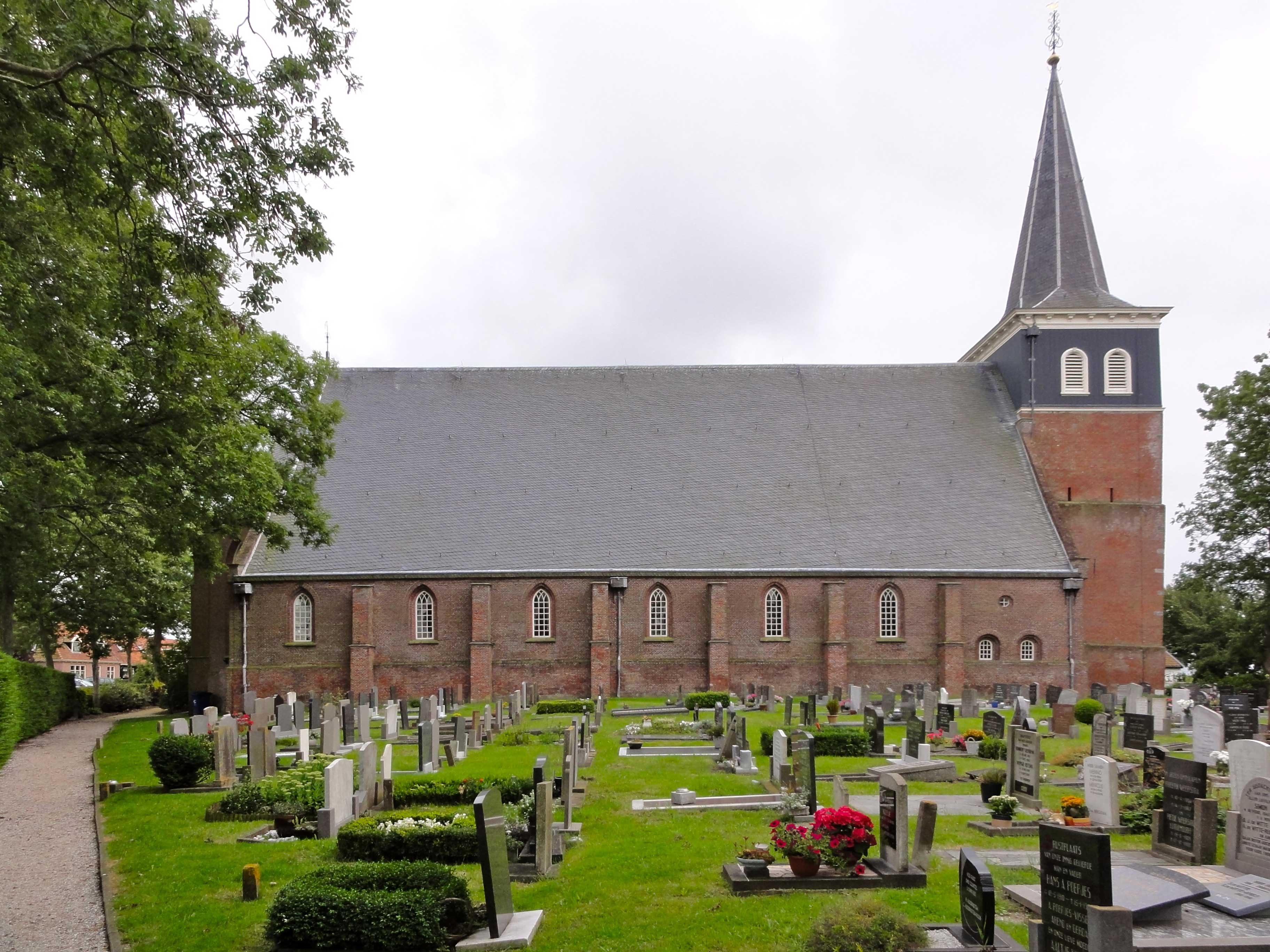
Van Doniakerk
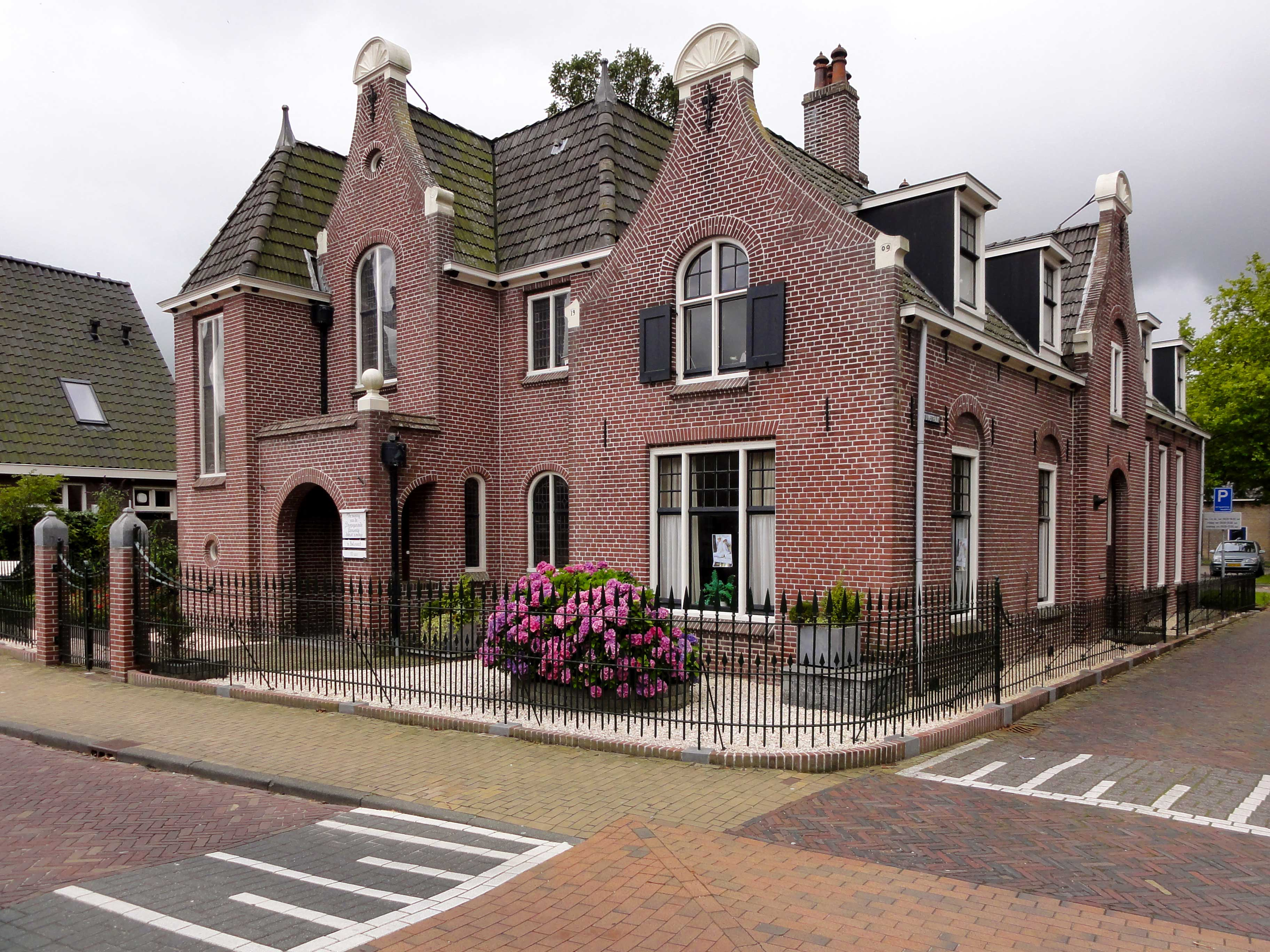
Doopsgezinde kerk
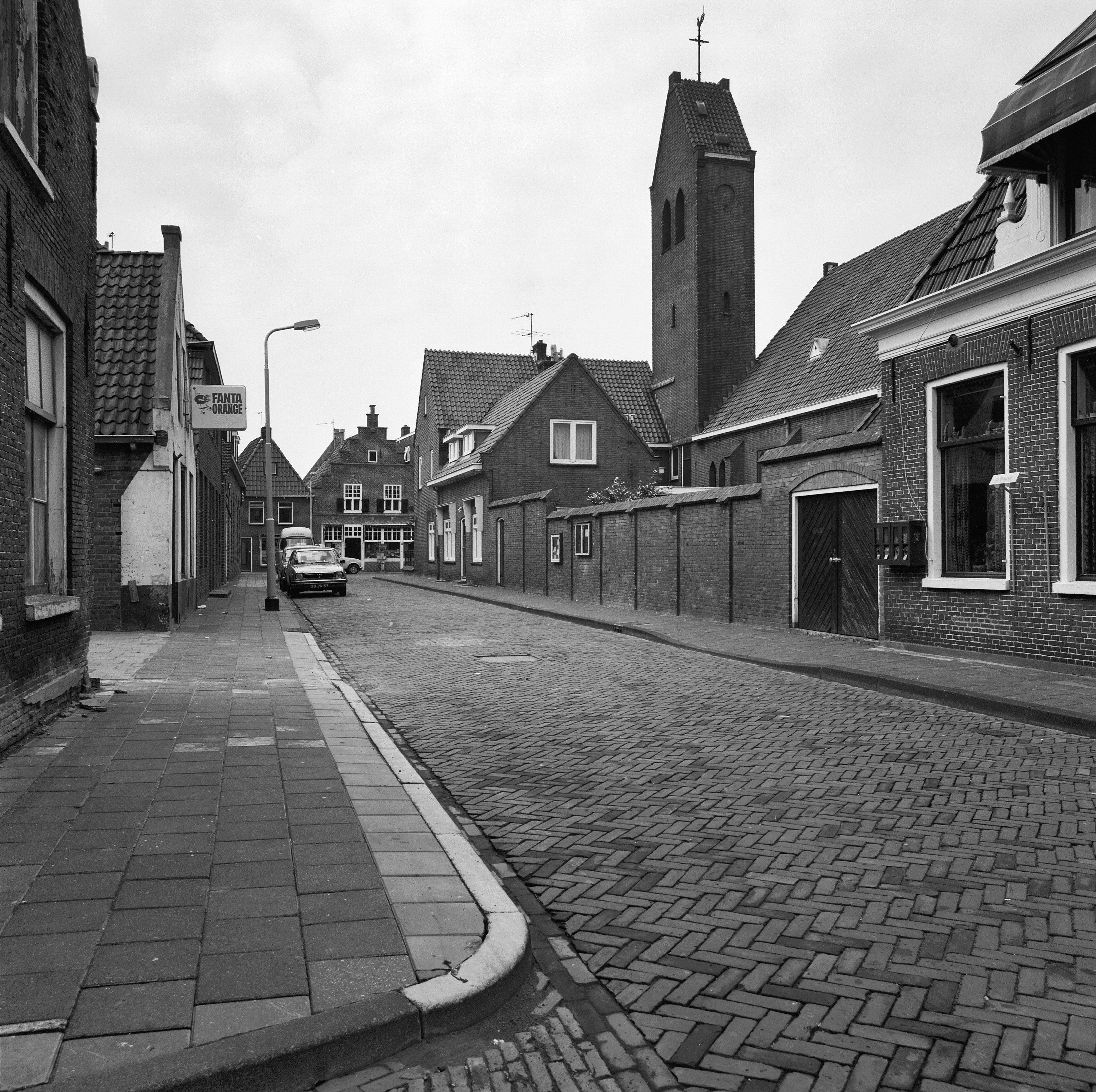
Sint-Martinuskerk

## Toerisme en recreatie

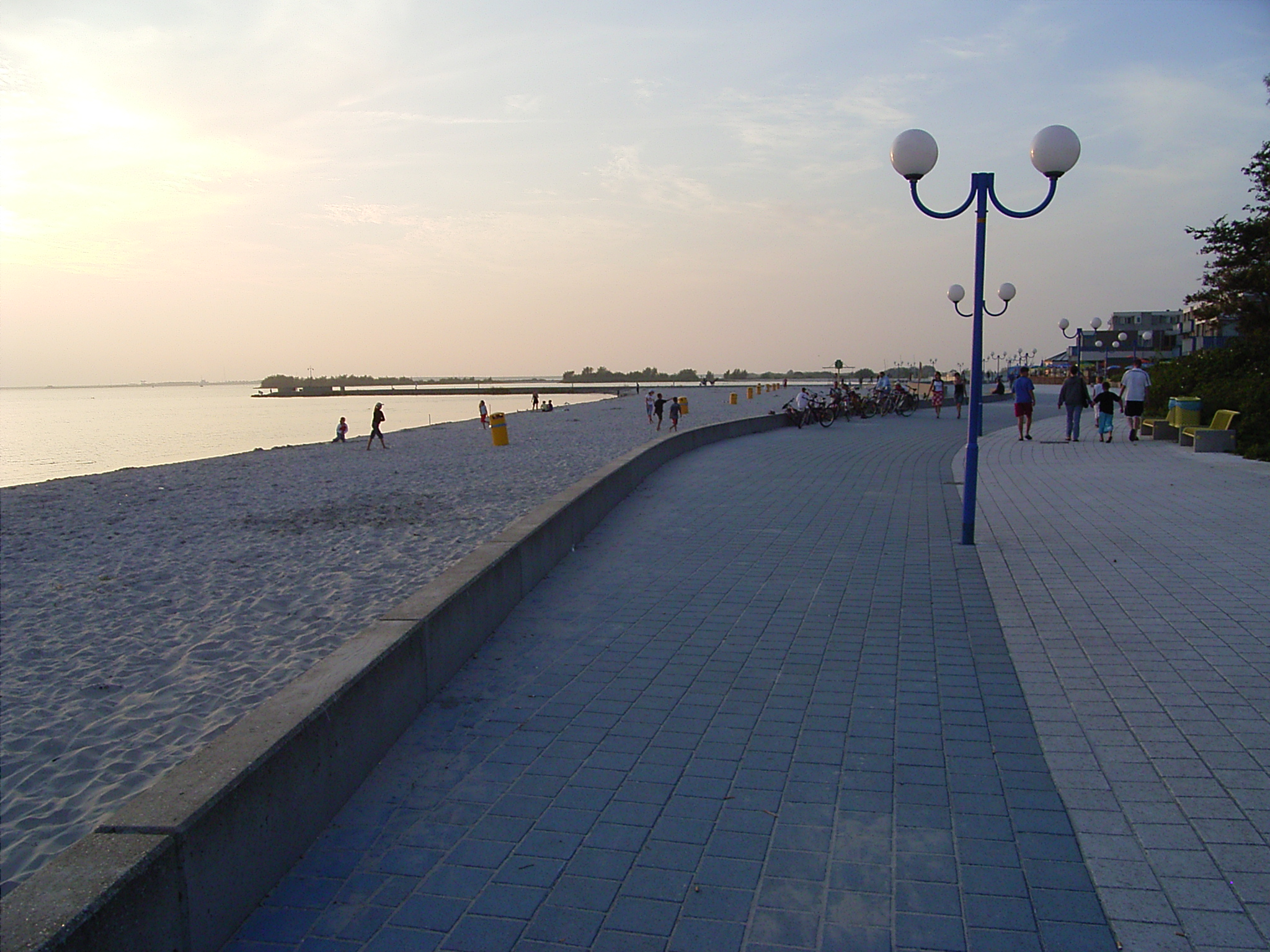
Makkumer boulevard

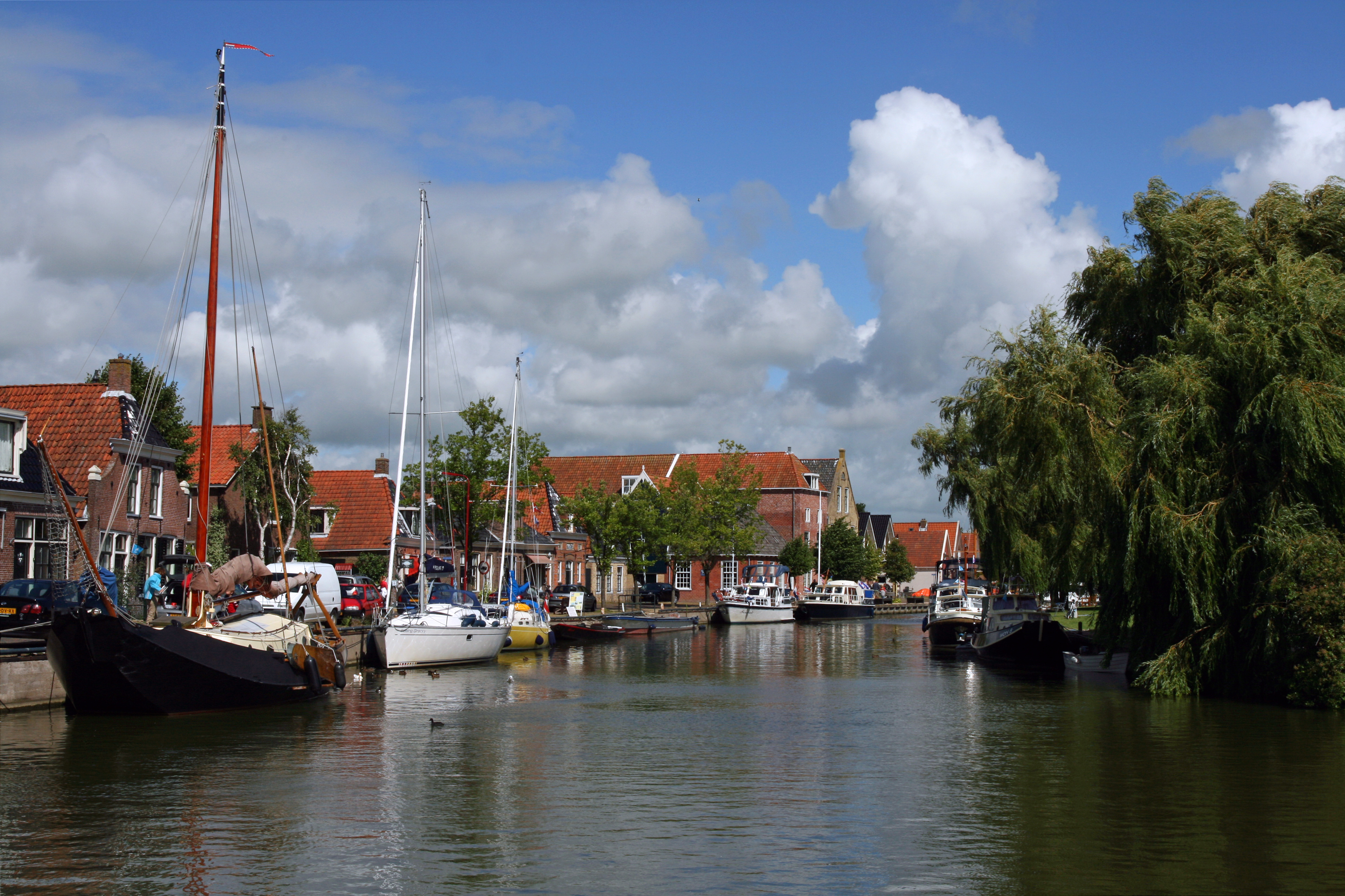
Groote Zijlroede

De recreatie en toerisme vormen verder de belangrijkste bron van inkomsten. Het dorp heeft een eigen VVV-informatiepunt. Een groot recreatiegebied met jachthaven, camping, boulevard, strand en bijbehorende voorzieningen genaamd de "Holle Poarte" is gelegen in de Makkumerwaarden, aan de westkant van de plaats.

## Sport
- Watersport: Het dorp mee aan het skûtsjesilen met It Makkumer Skûtsje bij IFKS. Er is de watersportvereniging Makkum en er zijn twee roeiverenigingen. Verder zijn er surf- en kitesurfscholen.
- Kaatsvereniging KV Makkum uit 1892
- Voetbalvereniging VV Makkum
- Volleybalvereniging Makkum
- Tennisvereniging Makkum
- Badmintonvereniging Makkum
- Gymnastiekvereniging Des Makkum en ACM
- Autocross Club Makkum.

## Economie

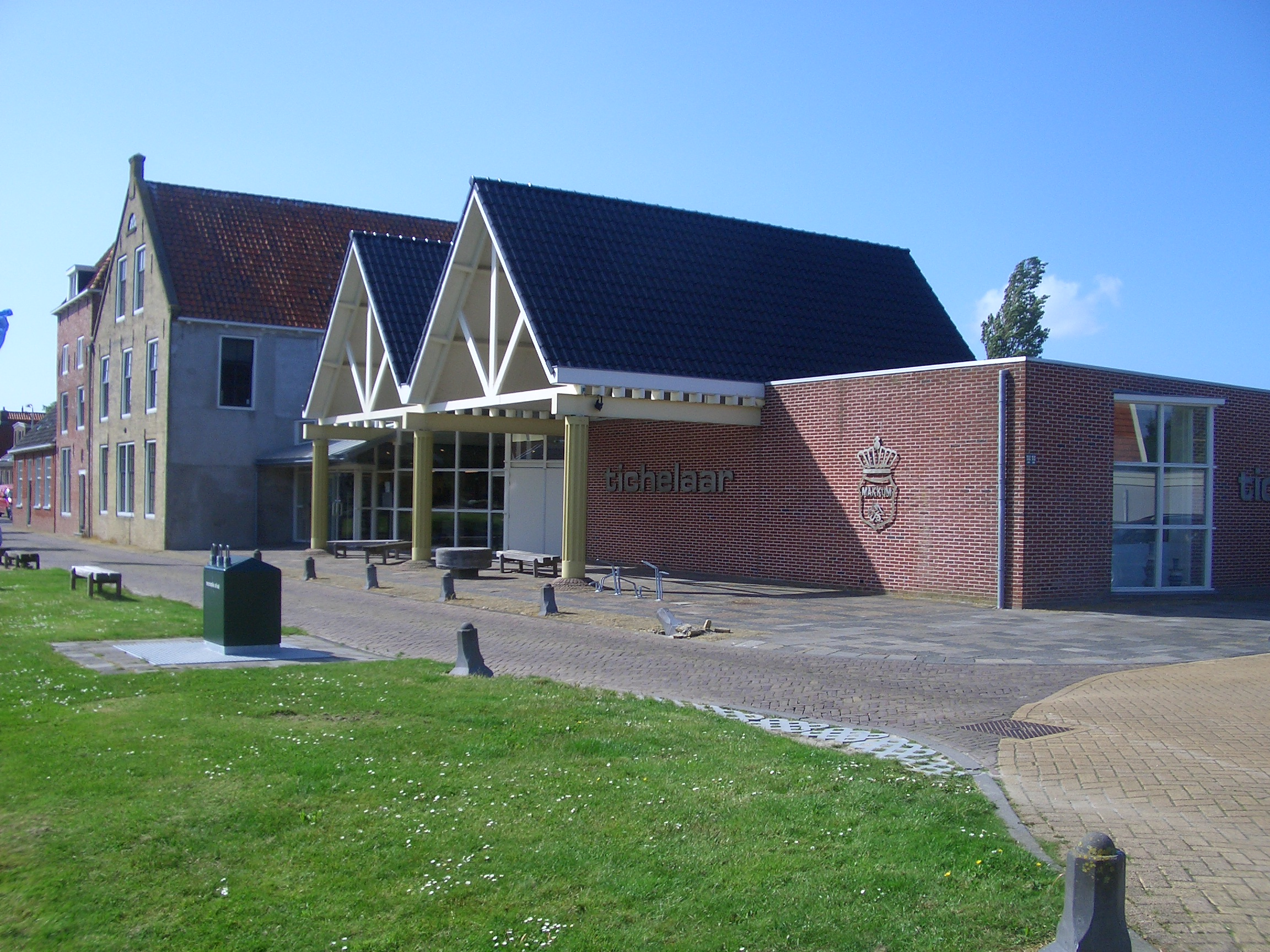
Koninklijke Tichelaar Makkum
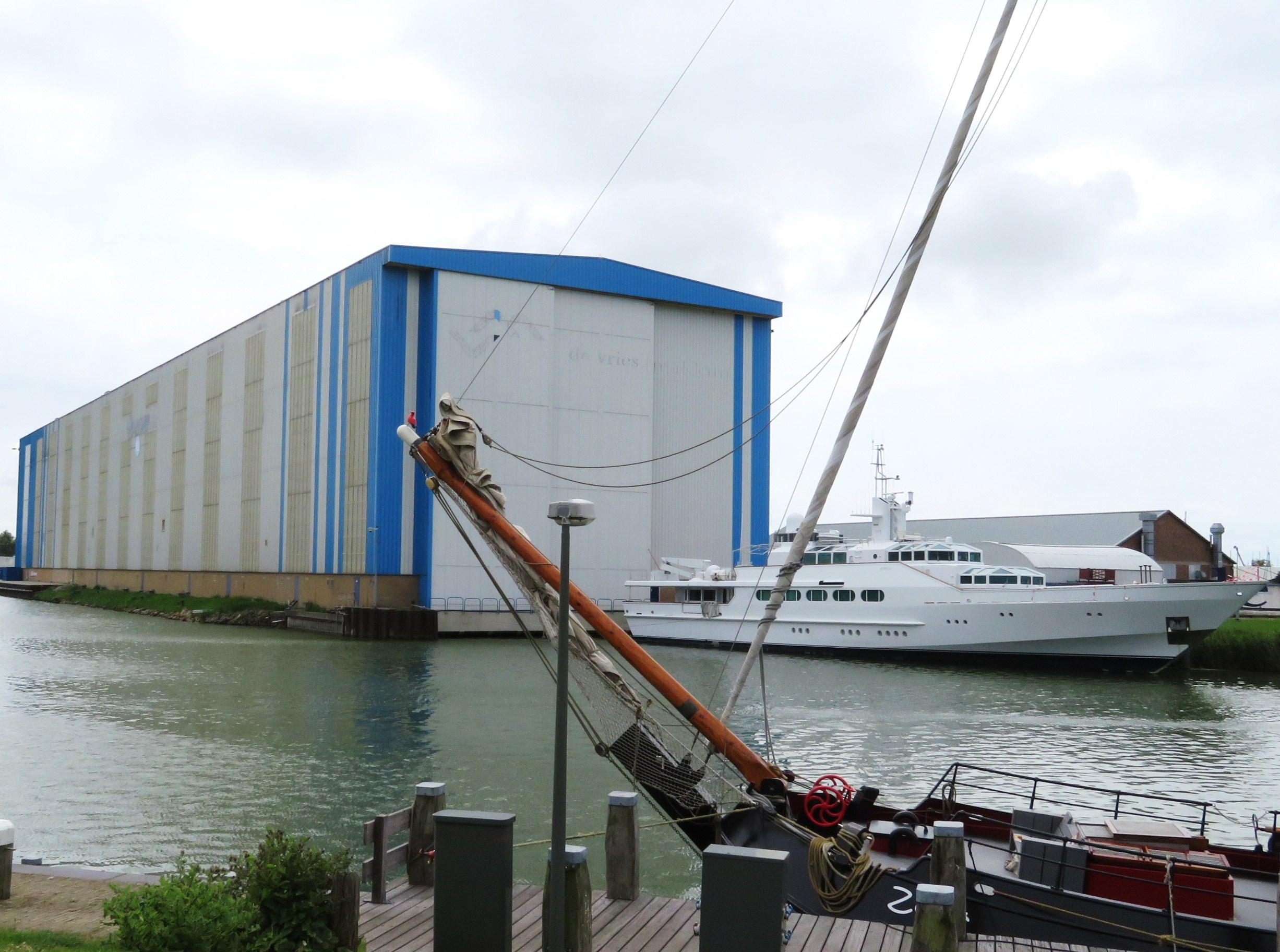
Koninklijke De Vries Scheepsbouw
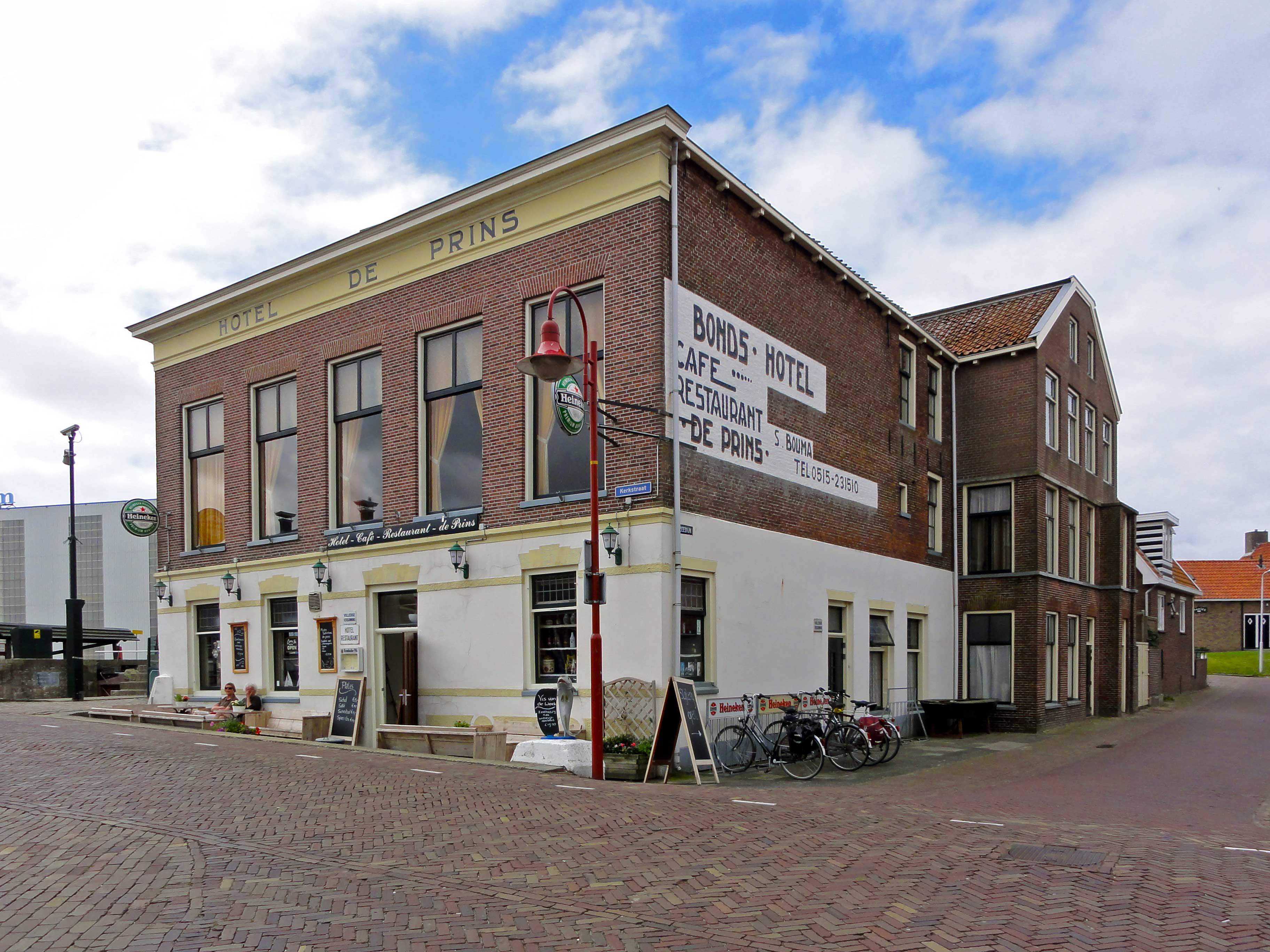
De Prins

## Natuur en landbouw
Naast de natuur neemt de landbouw een voorname plaats in rond Makkum. De natuurgebieden langs de IJsselmeerkust zijn vermaard om de vele vogels en de grote variëteit aan planten.

## Cultuur
Het dorp heeft een dorpshuis, het Multifunctioneel Centrum Maggenheim, Verder heeft het dorp een toneelvereniging Doarpskrite Makkum, een muziekvereniging Hallelujah Makkum, een zangkoor Groep Forte en een dorpskrant.

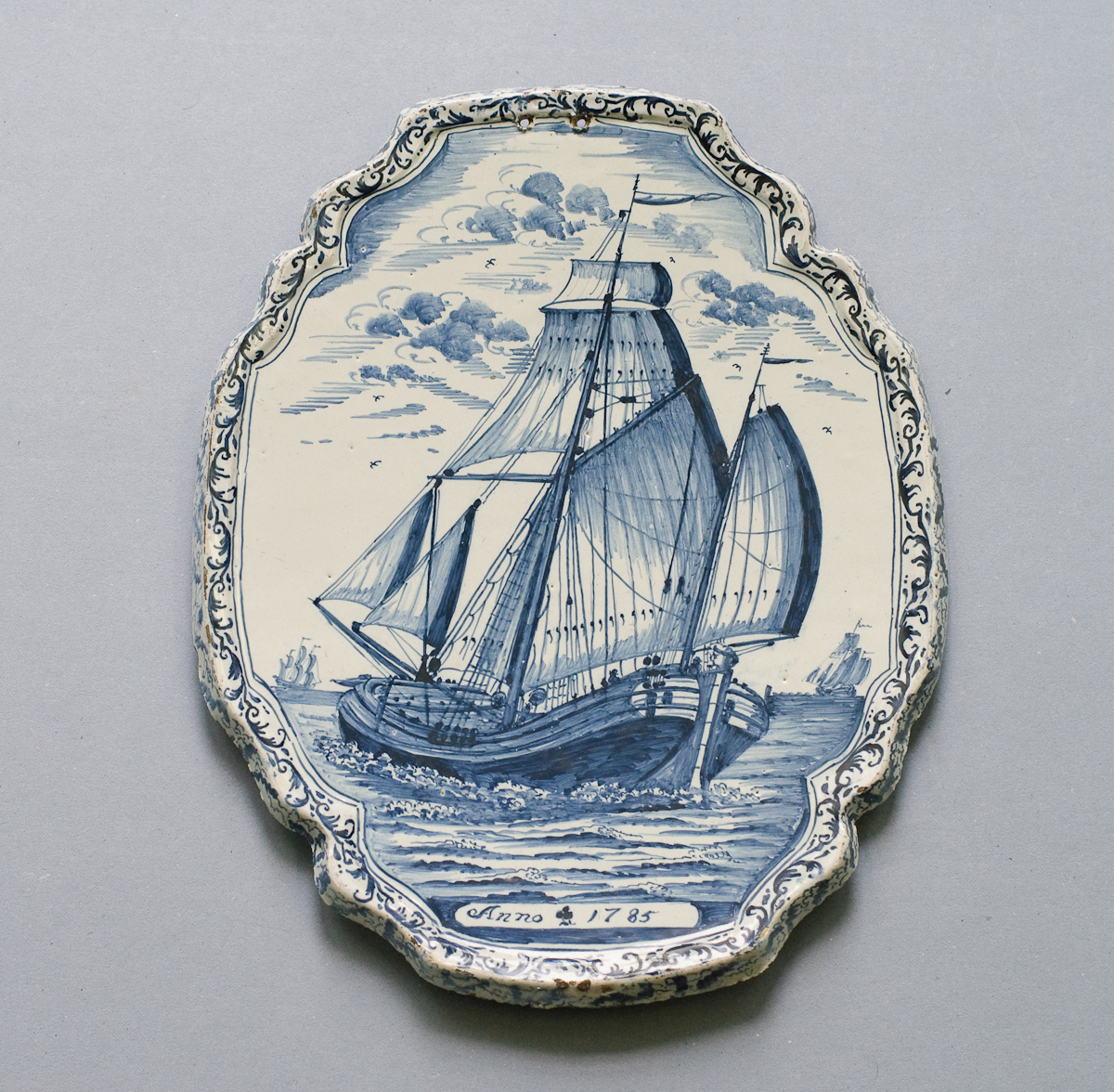
Makkumer Aardewerk
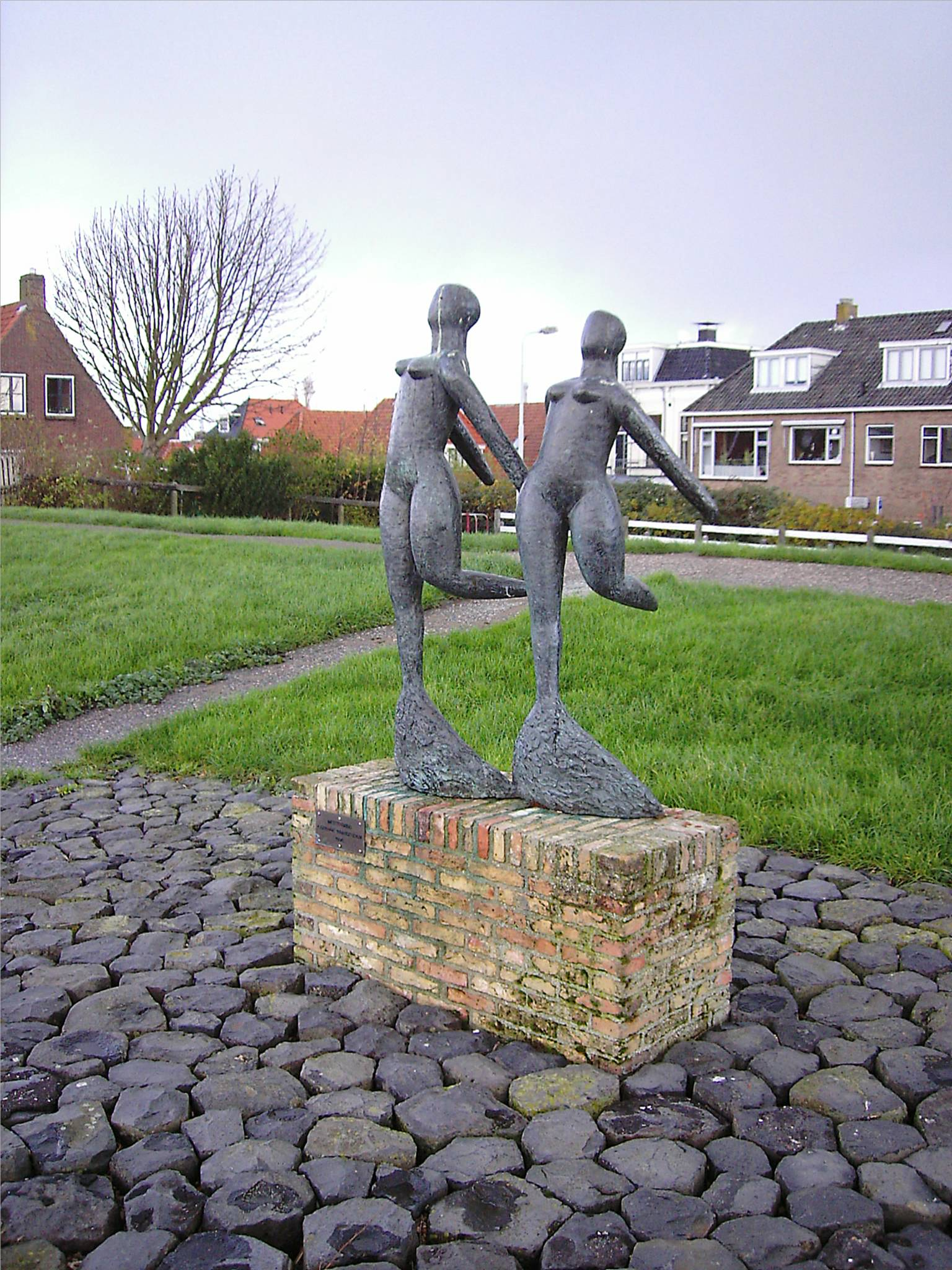
Beeld Westenwind uit 1996 van Karianne Krabbendam
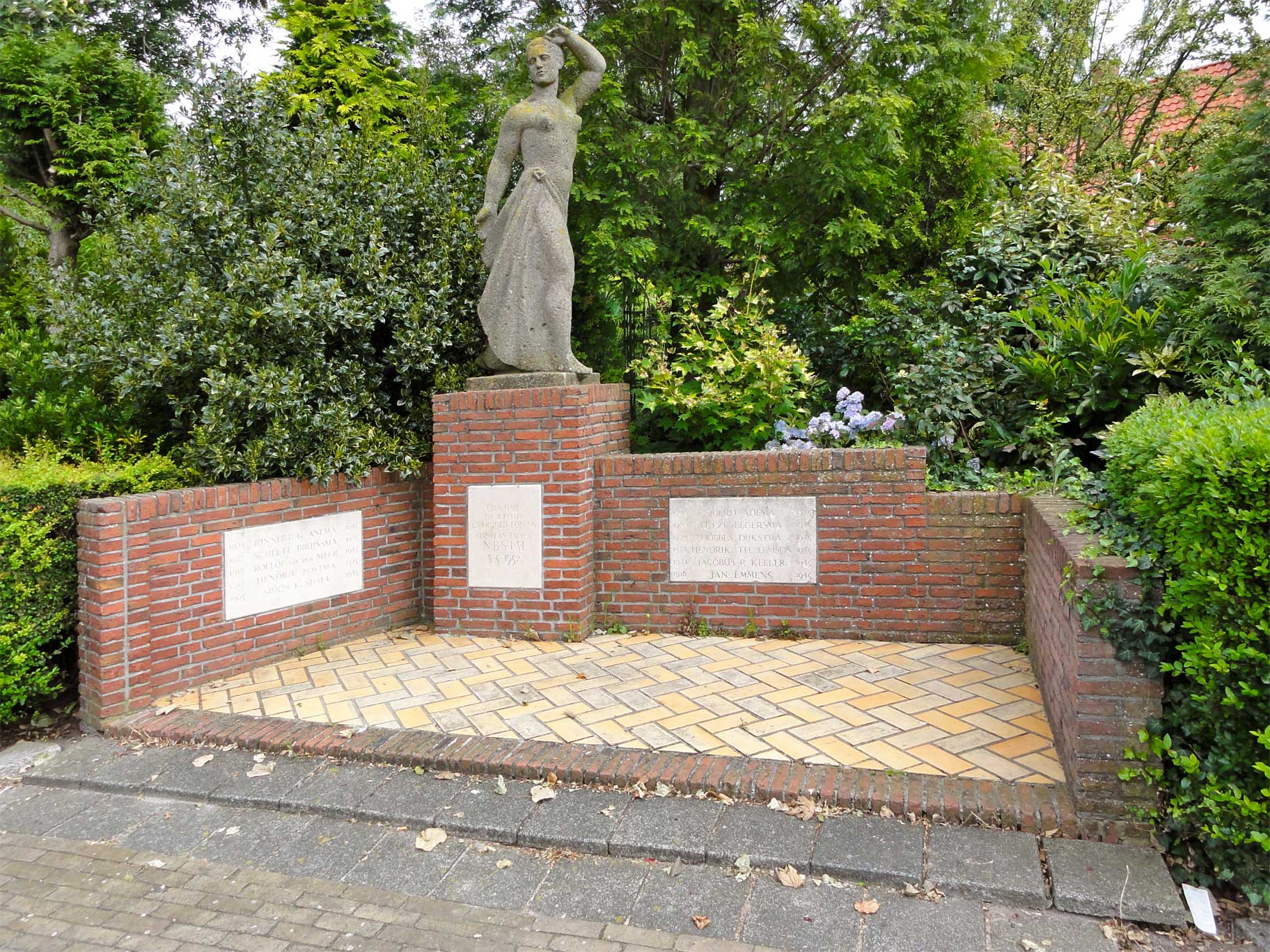
Verzetsmonument
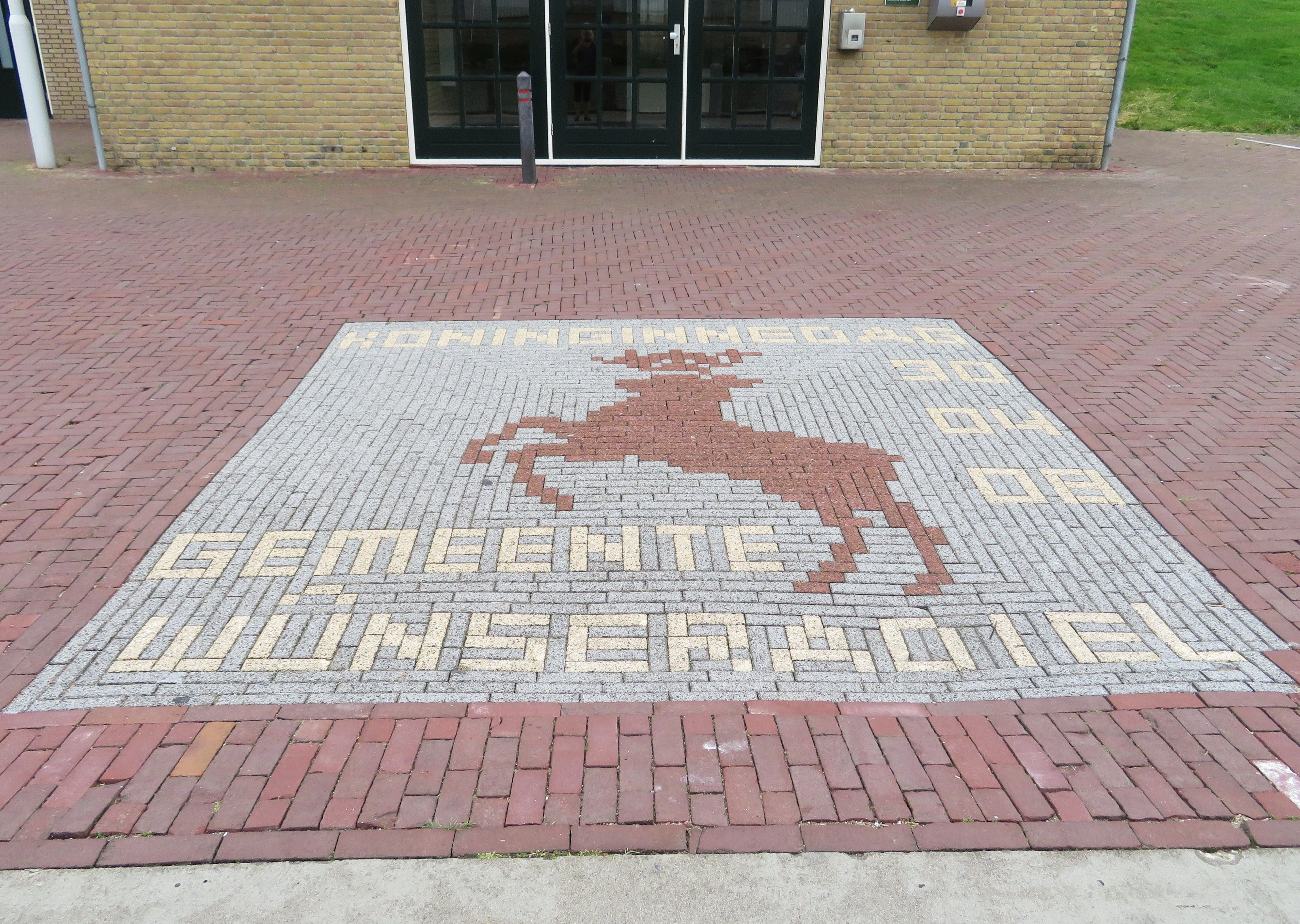
Mozaïek Koninginnedag (2008)

### Koninginnedag 2008
In 2008 bezocht koningin Beatrix, met haar familie, de plaats in het kader van Koninginnedag 2008 samen met Franeker. In dat jaar bestond de lokale Oranjevereniging van Makkum 110 jaar. Ter nagedachtenis aan dit moment ligt er een afbeelding van klinkers in de haven van Makkum. Op deze plek is een hert afgebeeld met de tekst: Koninginnedag 30-04-08 gemeente Wûnseradiel (Woenseradeel)

## Culturele en sportevenementen

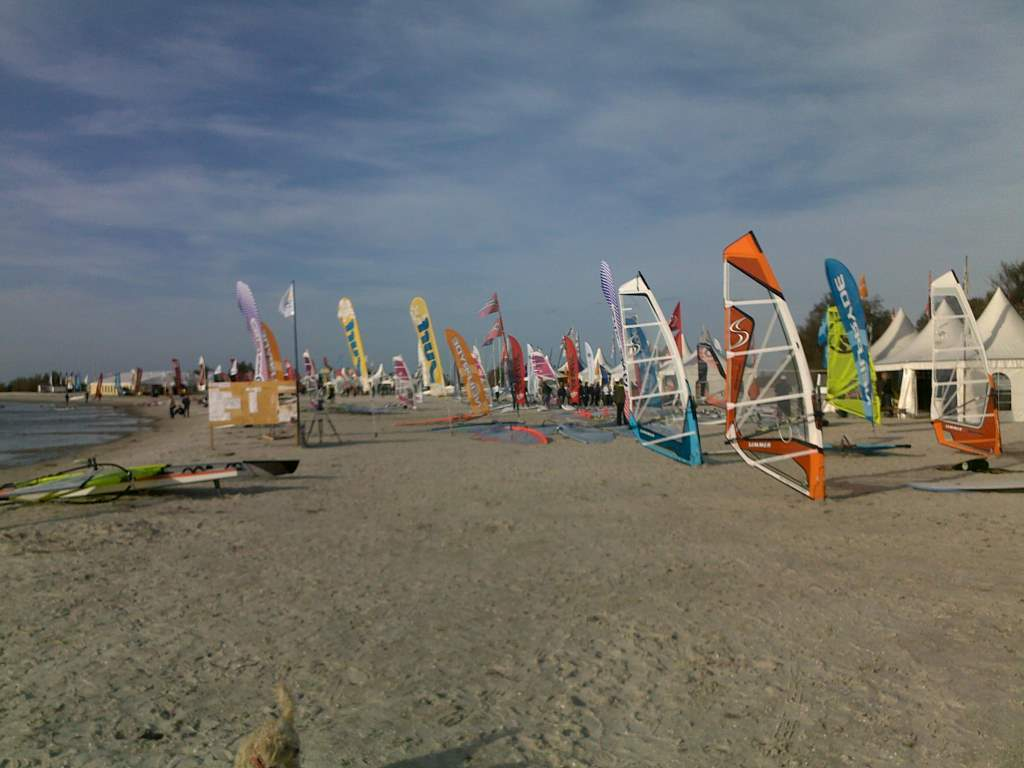
Windsurf evenement

- The Real Trip, jaarlijks, sinds 1995 gehouden Surfevent. Een weekend lang worden surf-wedstrijden gehouden op het IJsselmeer bij Makkum. Van amateurs en jeugd tot professionals.
- Makkum Art. Kunst op verschillende locaties
- Slag om Makkum, jaarlijkse sloepen-roeiwedstrijd circa 80 deelnemers.
- Makkumer Merke, kaatswedstrijden met feest
- Leugenbollepop, jaarlijks popmuziekfestival
- Steegjesfair Makkum
- Makkumer Visserijdagen, om het jaar
- Makkumer Autocross

## Onderwijs
Er zijn drie basisscholen in Makkum, de christelijke basisschool De Ark, de RK Daltonschool Sint Martinus en de openbare school De Populier.

## Scheepvaart

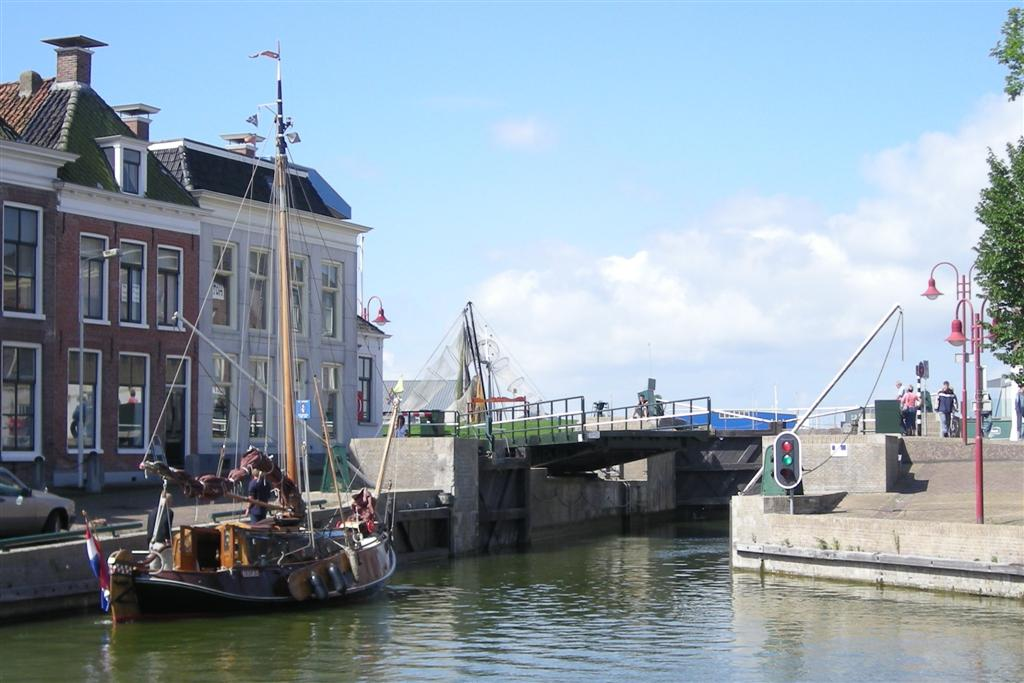
Sluis van Makkum
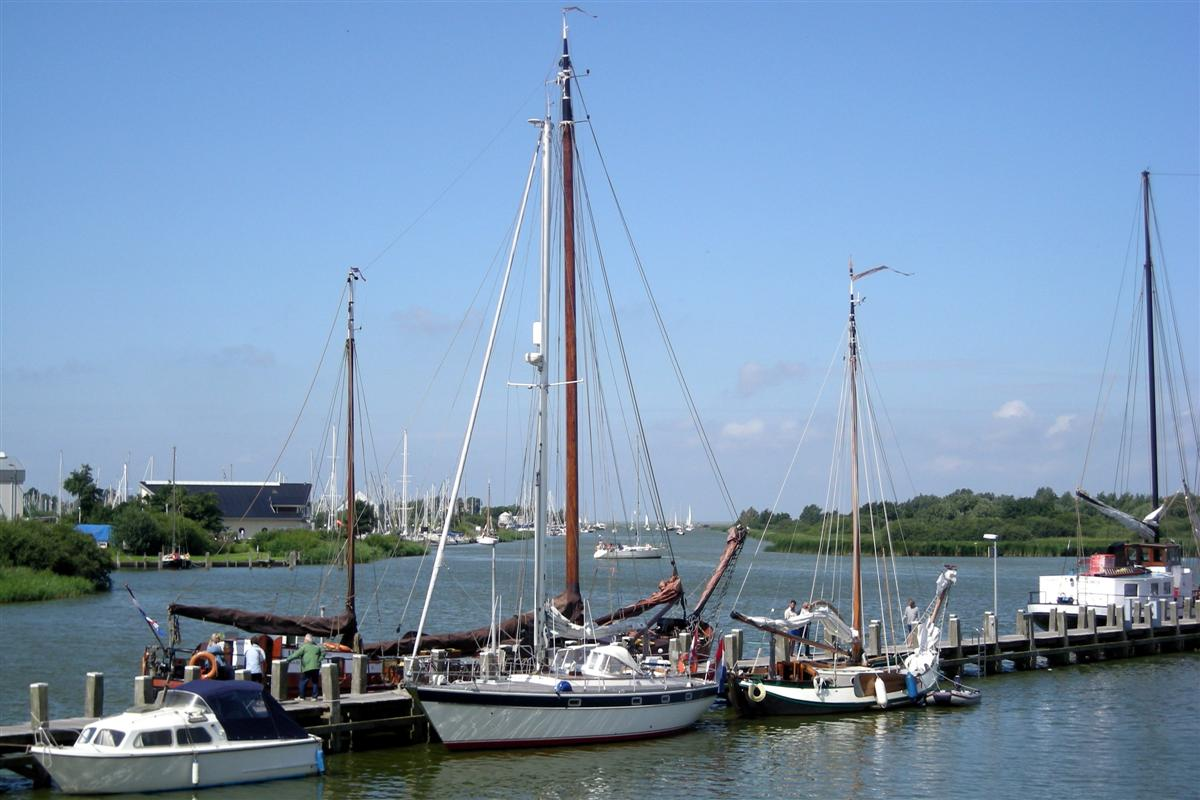
Makkumerdiep
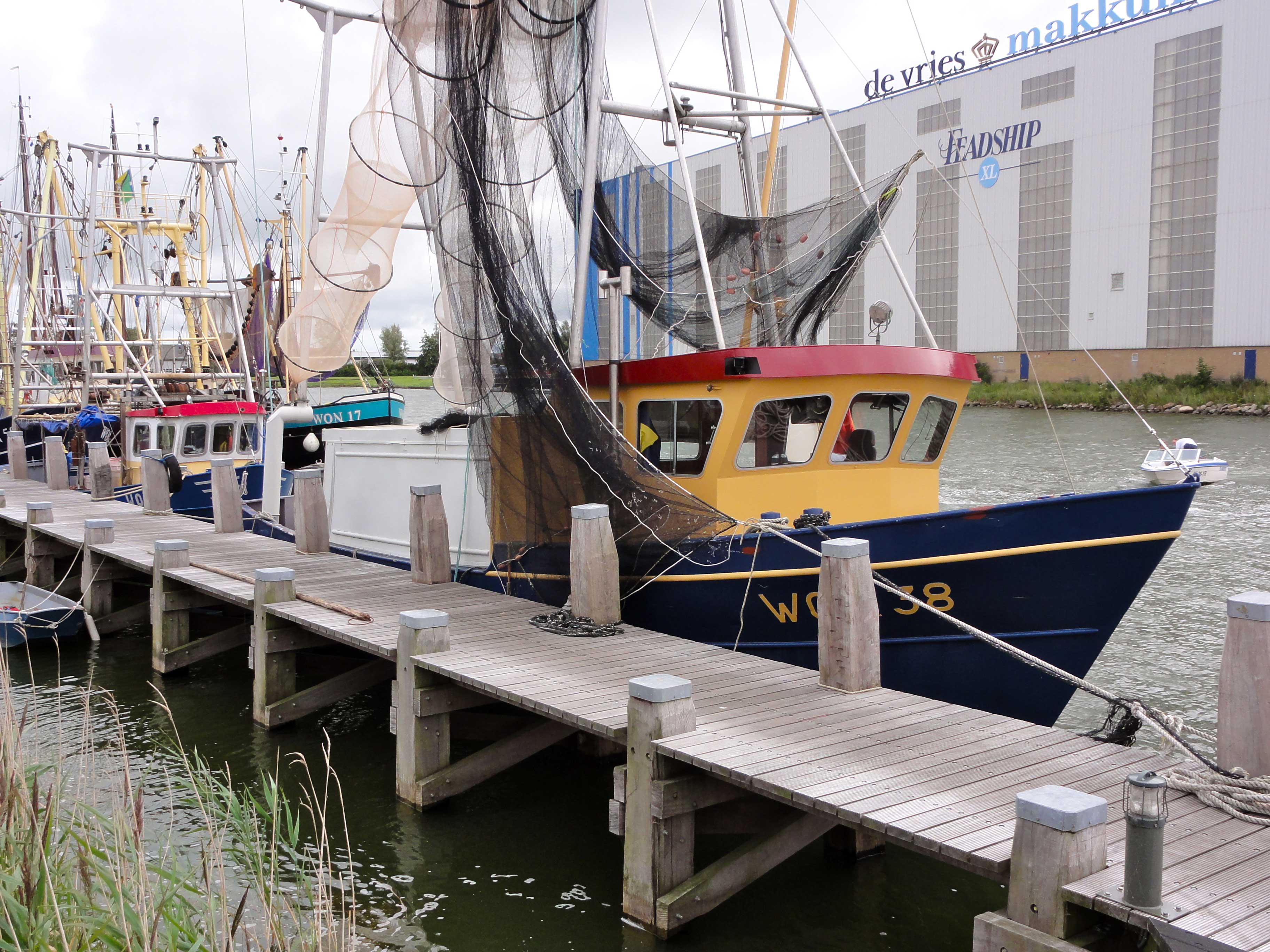
Vissershaven
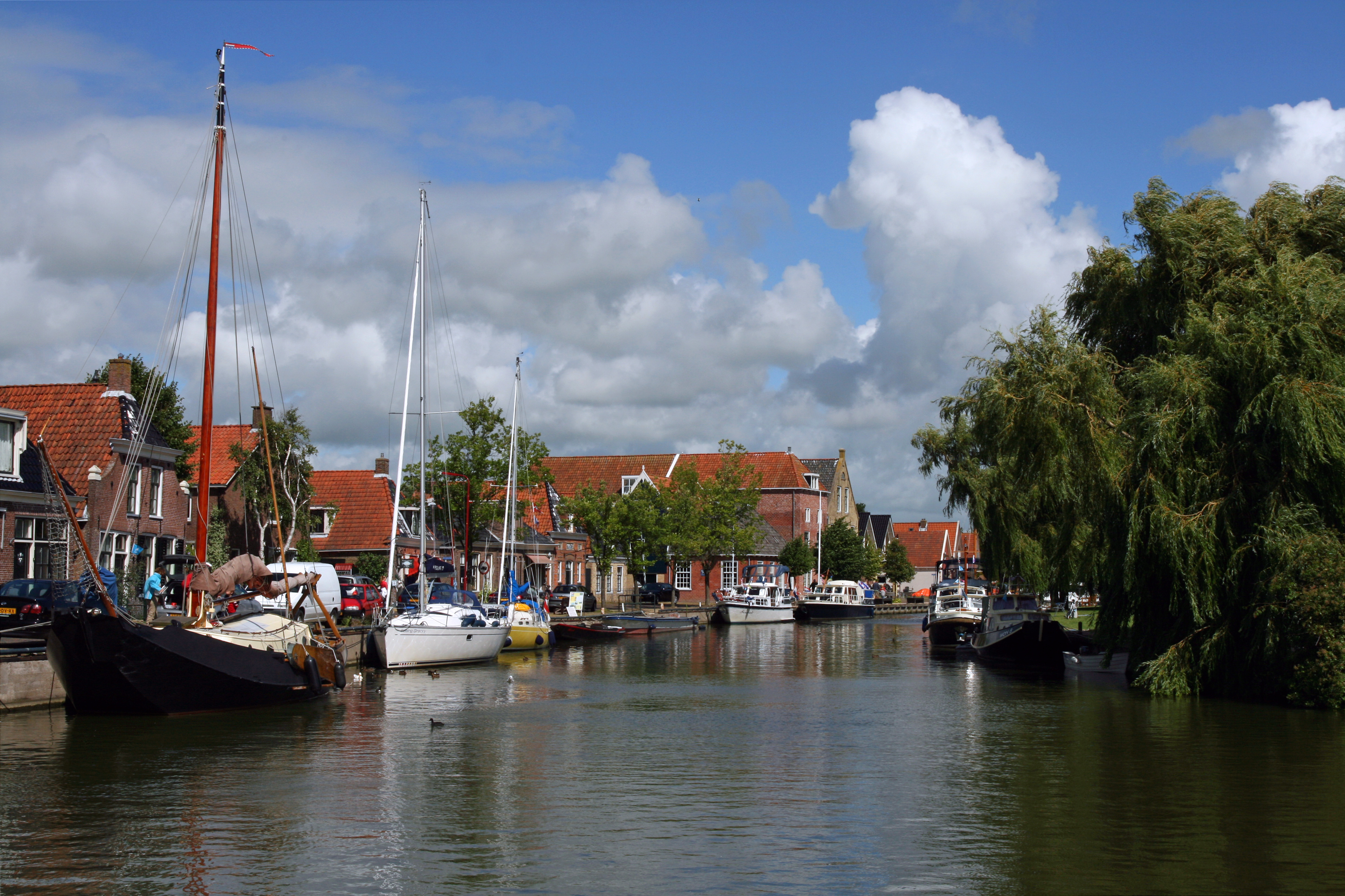
Groote Zijlroede

## Geboren in Makkum
- Hylke Jans Kingma (1708-1782), schipper, reder, fabrikant en koopman
- Dirk Lenige (1722-1798) koopman en dichter
- Cornelis van den Burg (1752-na 1795), grietenijsecretaris van Wonseradeel, kapitein van de vrijwillige schutterij en burgemeester van Bolsward
- Cynthia Lenige (1755-1780), dichteres
- Oene Romkes de Jongh (1812-1896), schilder
- Marten Kingma (1817-1900), politicus en bestuurder
- Jacobus ten Zweege (1855-1917), plateelschilder
- Lucas Franciscus Britzel (1885-1942), agrariër, bestuurder en burgemeester
- Willem Banning (1888-1971), onderwijzer, predikant en later medeoprichter van de PvdA
- Geertruida Draaisma (1902-2011), van 10 november 2010 tot haar overlijden de voor zover bekend oudste mens van Nederland
- Ruurd Alta (1908-1987), politicus
- Lenze Meinsma (1923-2008), arts
- Henk Pruiksma (1947-), politicus en rechter

## Overleden in Makkum
- Theodorus à Brakel (1608-1669), gereformeerd predikant en schrijver van stichtelijke werken
- Adam Sijbel (1746-1803), tegelschilder
- Lieuwe Annes Buma (1796-1876), classicus